# Кернс
Кернс (англ. Cairns) — місто в північно-східній частині австралійського штату Квінсленд, центр однойменного району місцевого самоврядування. Населення району за оцінками на 2008 рік становило приблизно 159 тис. осіб Кернс — чотирнадцяте австралійське місто за кількістю жителів. Найближче велике місто — Таунсвілл (розташований за 300 км на південь).

## Географія

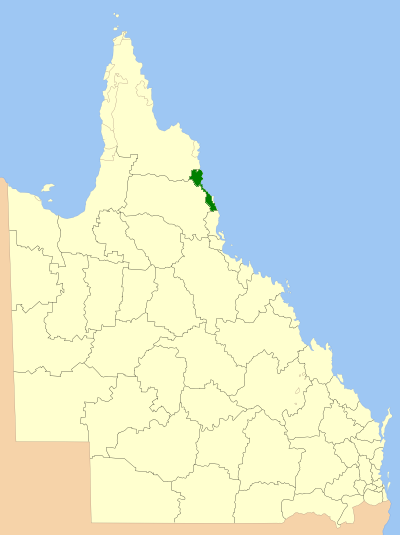
Розташування району

Кернс розташований на східному узбережжі півострову Кейп-Йорк, у прибережній смузі між Кораловим морем і плато Атертон, середня висота якого становить 700 метрів над рівнем моря. Між плато і районом Кернс розташована гірська гряда, висота окремих піків якої досягає 1500 метрів, так наприклад висота гори Бертль-Фрир (англ. Mount Bartle Frere) сягає 1622 метри. Ця гряда відіграє важливу роль у розподілі кліматичних зон даного регіону. Із західного боку, район Тейбллендс (на плато Атертон) — субтропічний клімат, з східного боку, Кернс — тропічний клімат.
Протяжність міста з півдня на північ становить 35 кілометрів. Кернс перетинають дві річки — Беррон (англ. Barron River) і Малгрейв (англ. Mulgrave River). Вони, як і всі інші річки району, короткі і порожисті, беруть початок на плато Атертон. Естуарій річки Малгрейв, яка в даний час змінила своє русло, виявився дуже зручним для будівництва великого порту, що багато в чому сприяло успішному розвиткові міста.
За 40 км від Кернса в Кораловому морі починається Великий бар'єрний риф.

### Клімат

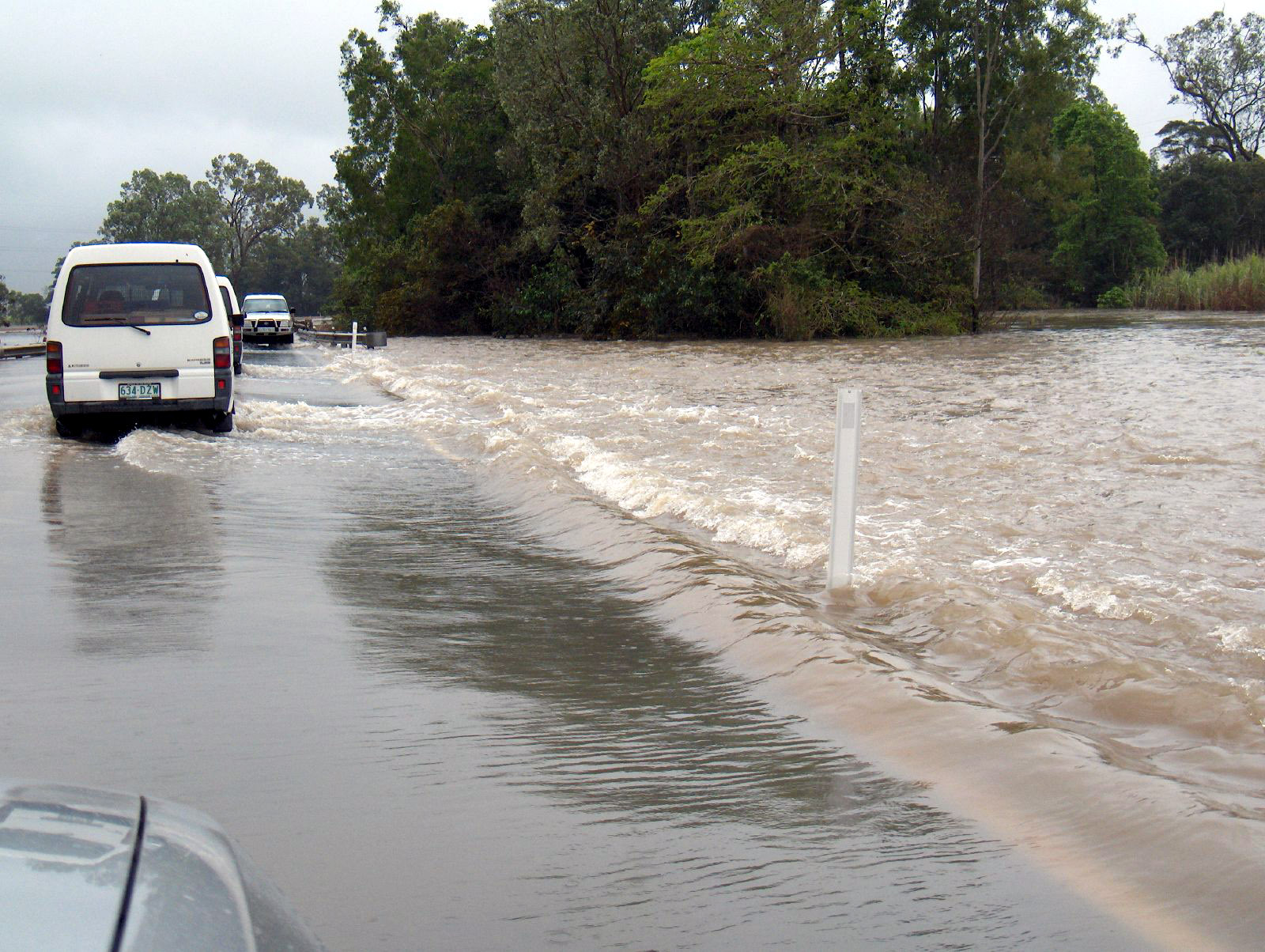
Сезон дощів, Кернс

Кернс, за класифікацією Кеппена, знаходиться в зоні спекотного тропічного клімату. Сезон дощів з тропічними мусонами триває з грудня по квітень, а відносно сухий сезон з травня по листопад, хоча і в ці місяці випадає досить багато опадів. У середньому, за рік, у Кернсі випадає близько 2200 мм опадів. Найтепліший місяць — січень із середньою температурою 27.8 °C (82 °F). Найхолодніший місяць — червень, із середньою температурою 21.7 °С (71 °F).
Тропічні зливи часто стають причиною повеней двох річок Кернса — Беррон і Малгрейв. Розливаючись річки можуть перекривати залізницю і автомагістраль, що ведуть до міста і тим самим відрізати Кернс від зовнішнього світу.
Кернс, як і більшість інших районів північного Квінсленда, розташований на шляху руху тропічних циклонів, які зазвичай формуються в період з листопада по травень. Одним з останніх сильних тропічних циклонів був циклон «Ларрі» (англ. Циклон Ларрі). Найсильніший удар стихії припав на південні райони Кернса о 7 годині ранку 20 березня 2006. Пориви вітру досягали швидкості 300 км/год. Урагану була надана п'ята, вища категорія. У Кернсі і його передмістях постраждало кожна четверта будівля.
| Клімат Кернса           | Клімат Кернса | Клімат Кернса | Клімат Кернса | Клімат Кернса | Клімат Кернса | Клімат Кернса | Клімат Кернса | Клімат Кернса | Клімат Кернса | Клімат Кернса | Клімат Кернса | Клімат Кернса | Клімат Кернса |
| Показник                | Січ.          | Лют.          | Бер.          | Квіт.         | Трав.         | Черв.         | Лип.          | Серп.         | Вер.          | Жовт.         | Лист.         | Груд.         | Рік           |
| Абсолютний максимум, °C | 40            | 38            | 37            | 36            | 31            | 30            | 30            | 31            | 33            | 35            | 37            | 39            | 40            |
| Середній максимум, °C   | 31            | 31            | 30            | 28            | 27            | 25            | 25            | 26            | 27            | 29            | 30            | 31            | 28            |
| Середня температура, °C | 27            | 27            | 26            | 25            | 23            | 21            | 21            | 22            | 23            | 25            | 26            | 27            | 25            |
| Середній мінімум, °C    | 23            | 23            | 22            | 21            | 20            | 17            | 17            | 17            | 18            | 20            | 22            | 23            | 20            |
| Абсолютний мінімум, °C  | 18            | 17            | 18            | 13            | 10            | 6             | 7             | 7             | 11            | 12            | 14            | 17            | 6             |
| Норма опадів, мм        | 400           | 410           | 430           | 190           | 90            | 40            | 20            | 20            | 30            | 30            | 90            | 170           | 1980          |
| Днів з опадами          | 19            | 19            | 19            | 19            | 16            | 12            | 11            | 10            | 9             | 10            | 12            | 16            | 172           |
| Вологість повітря, %    | 80            | 80            | 80            | 80            | 80            | 75            | 75            | 70            | 70            | 70            | 75            | 75            | 75.8          |
| ----------------------- | ------------- | ------------- | ------------- | ------------- | ------------- | ------------- | ------------- | ------------- | ------------- | ------------- | ------------- | ------------- | ------------- |
| Джерело: Weatherbase    |               |               |               |               |               |               |               |               |               |               |               |               |               |

## Історія
До приходу європейців в районі Маккай традиційно проживали австралійські аборигени племен вейлубарра їдінджі (англ. Walubarra Yidinji).
У 1770 році Джеймс Кук, під час свого першого навколосвітнього плавання, описав узбережжя Кернса і дав назву його затоці — «Триніті» (англ. Trinity Bay). Протягом наступних 100 років нові морські експедиції більш докладно вивчили цей район і знайшли зручне місце для майбутнього порту.
Кернс був заснований в 1876 році і названий на честь Вільяма Кернса, що був у той час губернатором штату Квінсленд. Необхідність створення нового прибережного поселення була пов'язана з відкриттям на плато Атертон великих родовищ золота в районах річок Палмер і Ходкінсон і олова на річці Херберт. Було потрібно побудувати дороги від родовищ до узбережжя і порт, для експорту корисних копалин.
Спочатку Кернс конкурував з Порт-Дугласом, аналогічним поселенням, розташованим 60-ма кілометрами північніше. Значення Кернса підвищилося після реалізації цілого ряду вдалих сільськогосподарських проектів. Долини сусідніх річок, південніше і західніше Кернса, стали активно використовуватися для сільського господарства і тваринництва. Населення району поступово збільшувалася і до 1885 року район отримує право на самоврядування.
Важливою подією, яка стимулювала розвиток району, стало будівництво в 1886 році залізничної лінії на плато Атертон до міста Хербертон. Цей проект приніс багато нових робочих місць і стимулював освоєння нових територій. На низовинах стали вирощувати цукрову тростину, кукурудзу, рис, банани, ананаси. На плоскогір'ї розвивалося молочне тваринництво і пасовищне господарство, вирощувалися фрукти, у тому числі авокадо, суницю, цитрусові і манго.
Кернс поступово розростається і стає регіональним центром. Мангрові болота і піщані гряди засипаються породою з кар'єрів, відходами від будівництва залізниці та тирсою з лісопилок, розширюється порт. У 1903 році населення Кернса збільшується до 3 500 жителів і йому офіційно присвоюється статус міста.

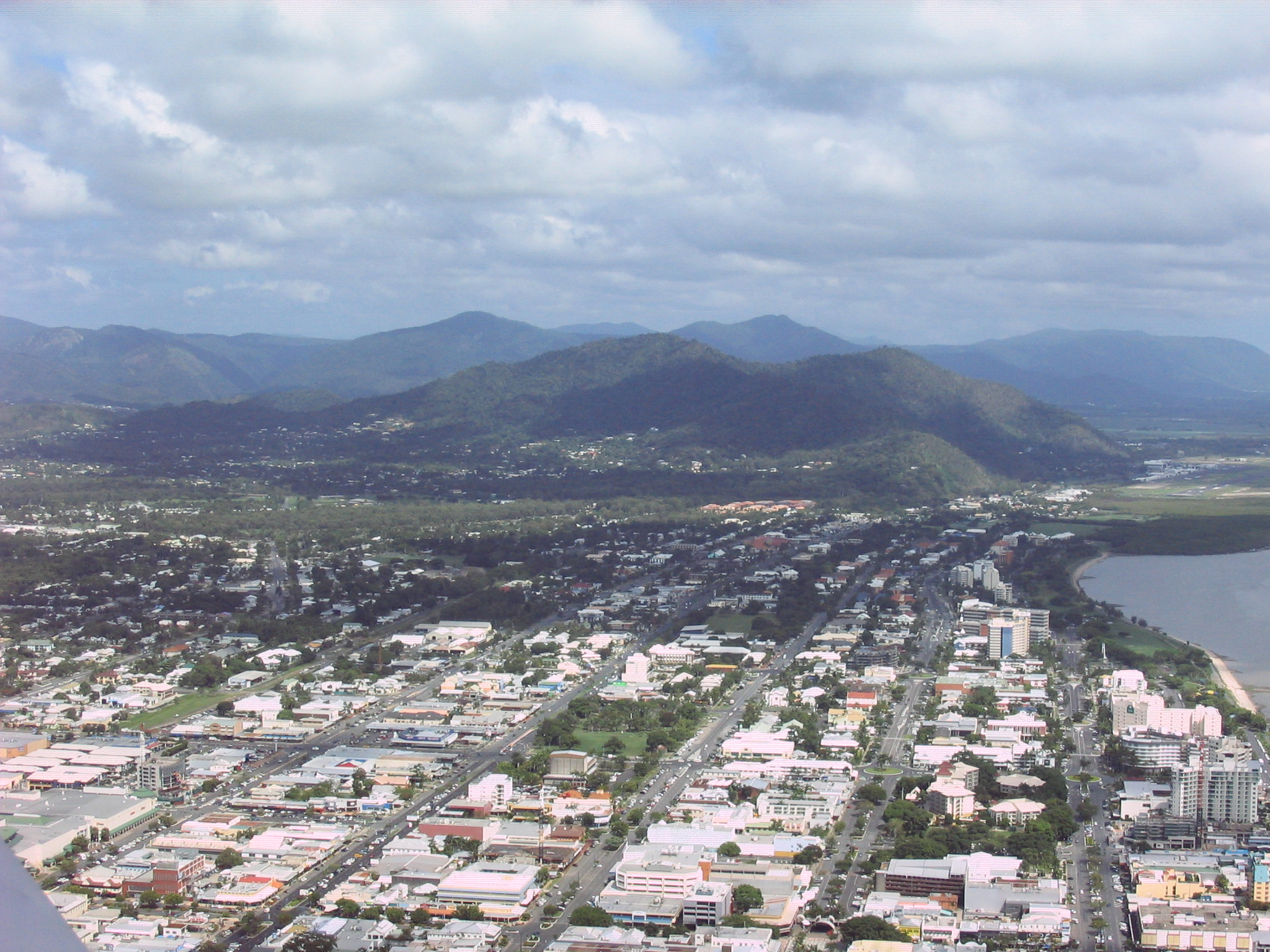
Кернс, центр міста

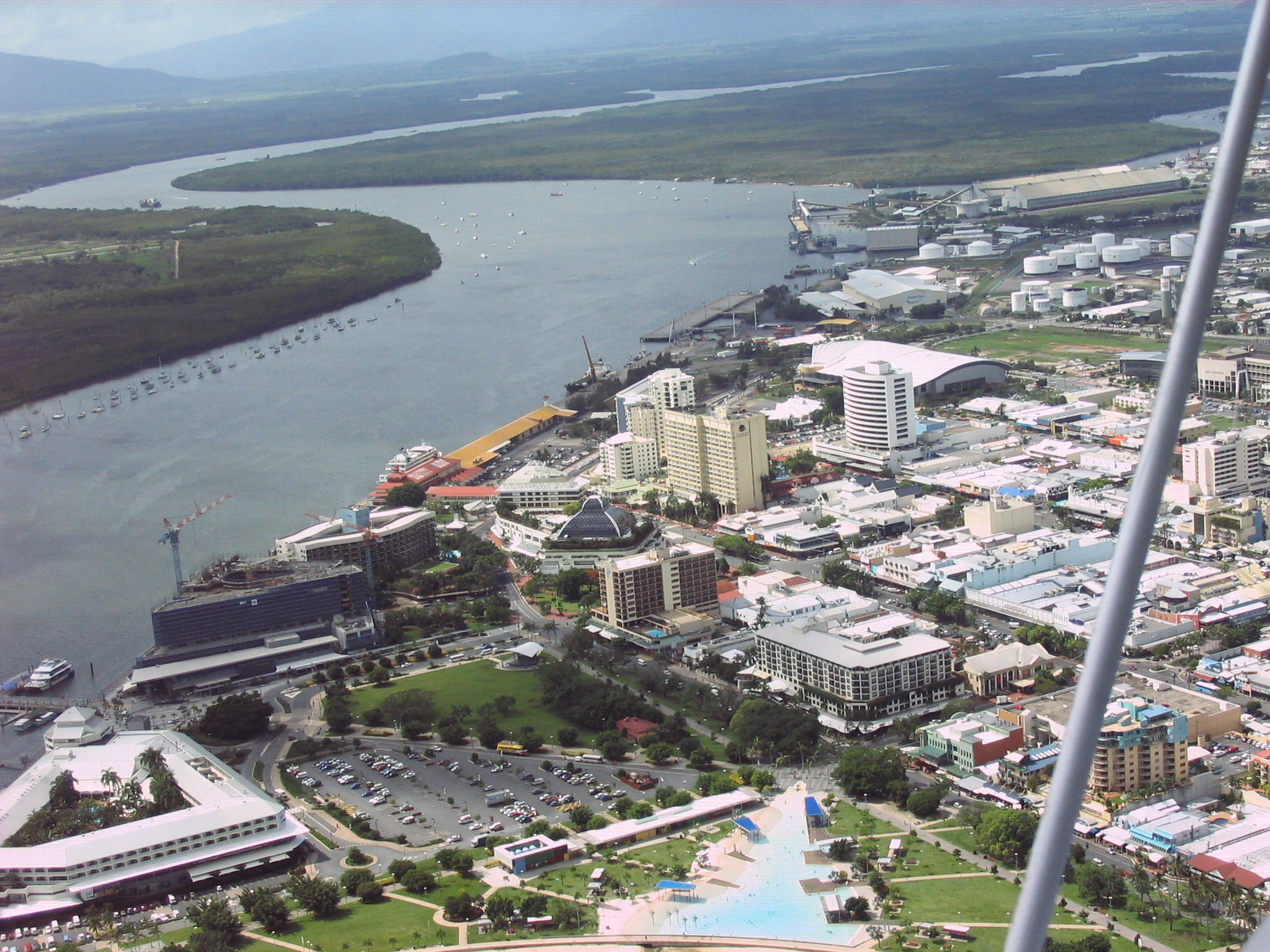
Кернс, центр міста

Під час Другої світової війни Кернс використовувався союзними силами як проміжний пункт переміщення військ у райони бойових дій на Тихому океані і Нової Гвінеї. Після Другої світової війни у Кернсі стали більше уваги приділяти розвитку туристичного бізнесу. У 1984 році був відкритий міжнародний аеропорт. У 1997 році Конвеншн-Центр (англ. Convention Centre) — багатофункціональний комплекс, що об'єднує концертний зал і криту спортивну арену. Подальший розвиток туристичної інфраструктури допомогло створити місту імідж міжнародного туристичного центру.
В даний час саме індустрія туризму приносить найбільший прибуток бюджету району Кернс. На другому місці йде «цукрова» індустрія. Усі вільні землі навколо міста використовуються для вирощування цукрової тростини, також у районі розташовані кілька заводів, які перероблюють тростину.

## Туризм

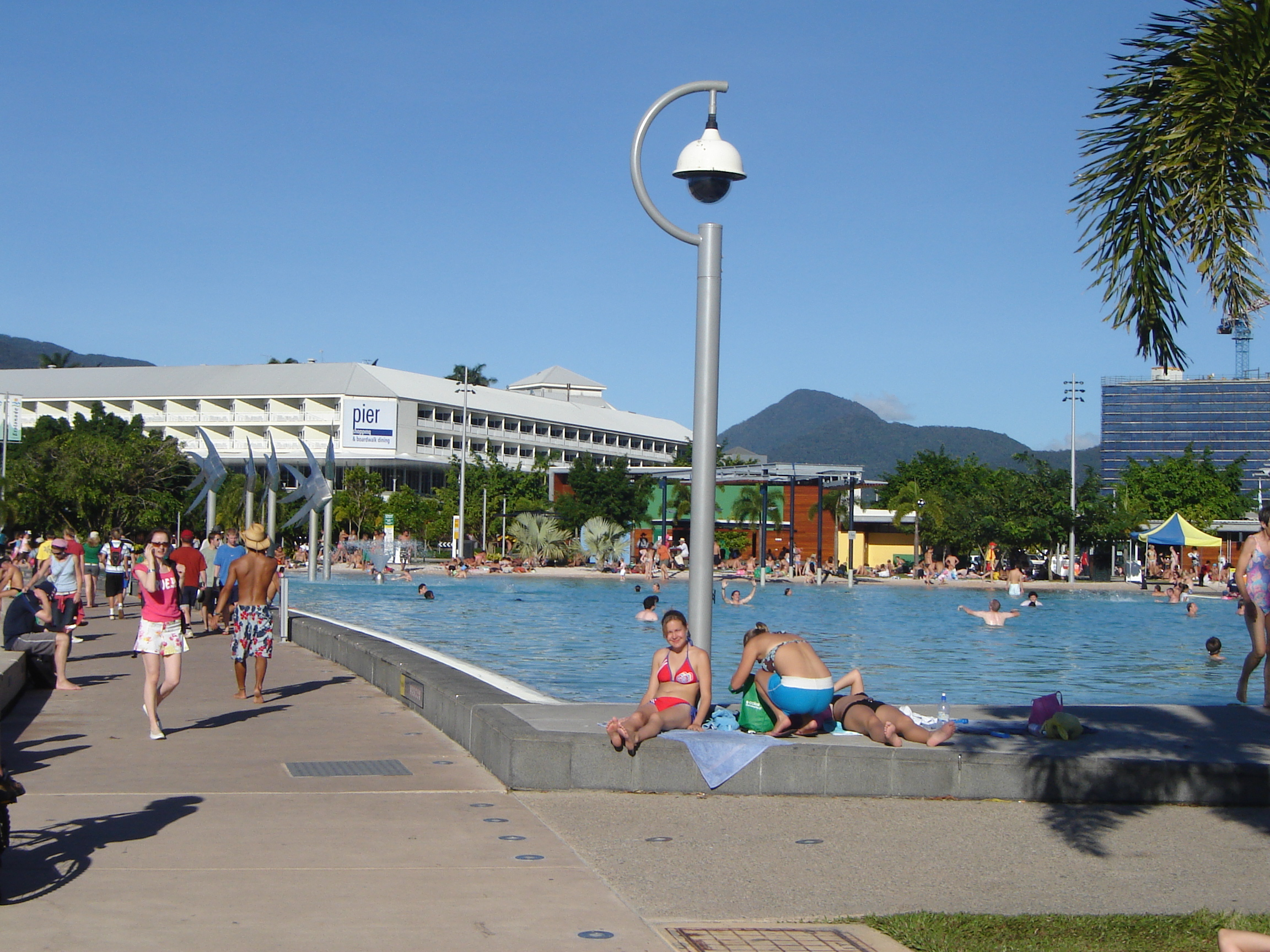
Штучна лагуна, Кернс

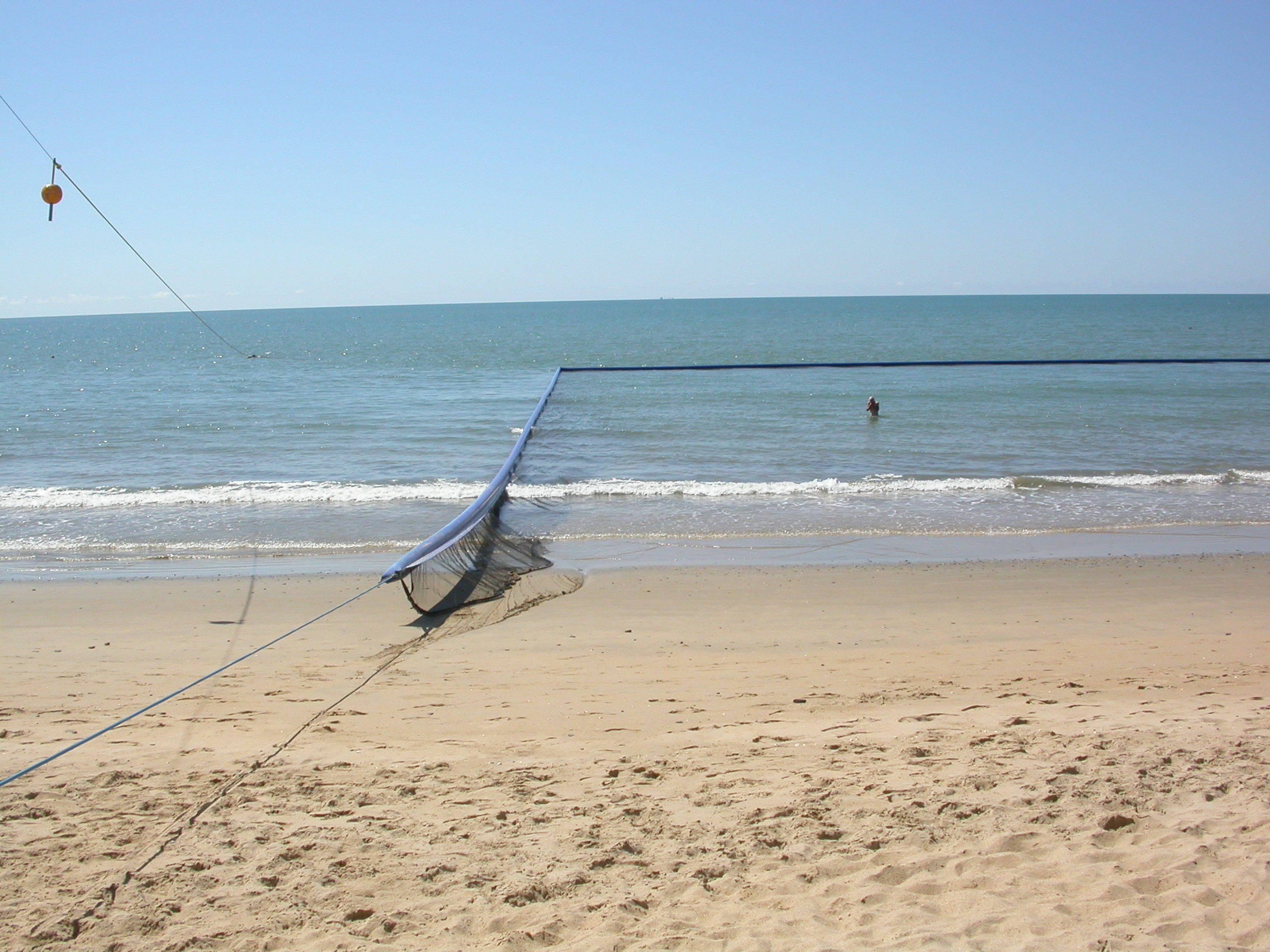
Захисна сітка, Елліс-Біч, Кернс

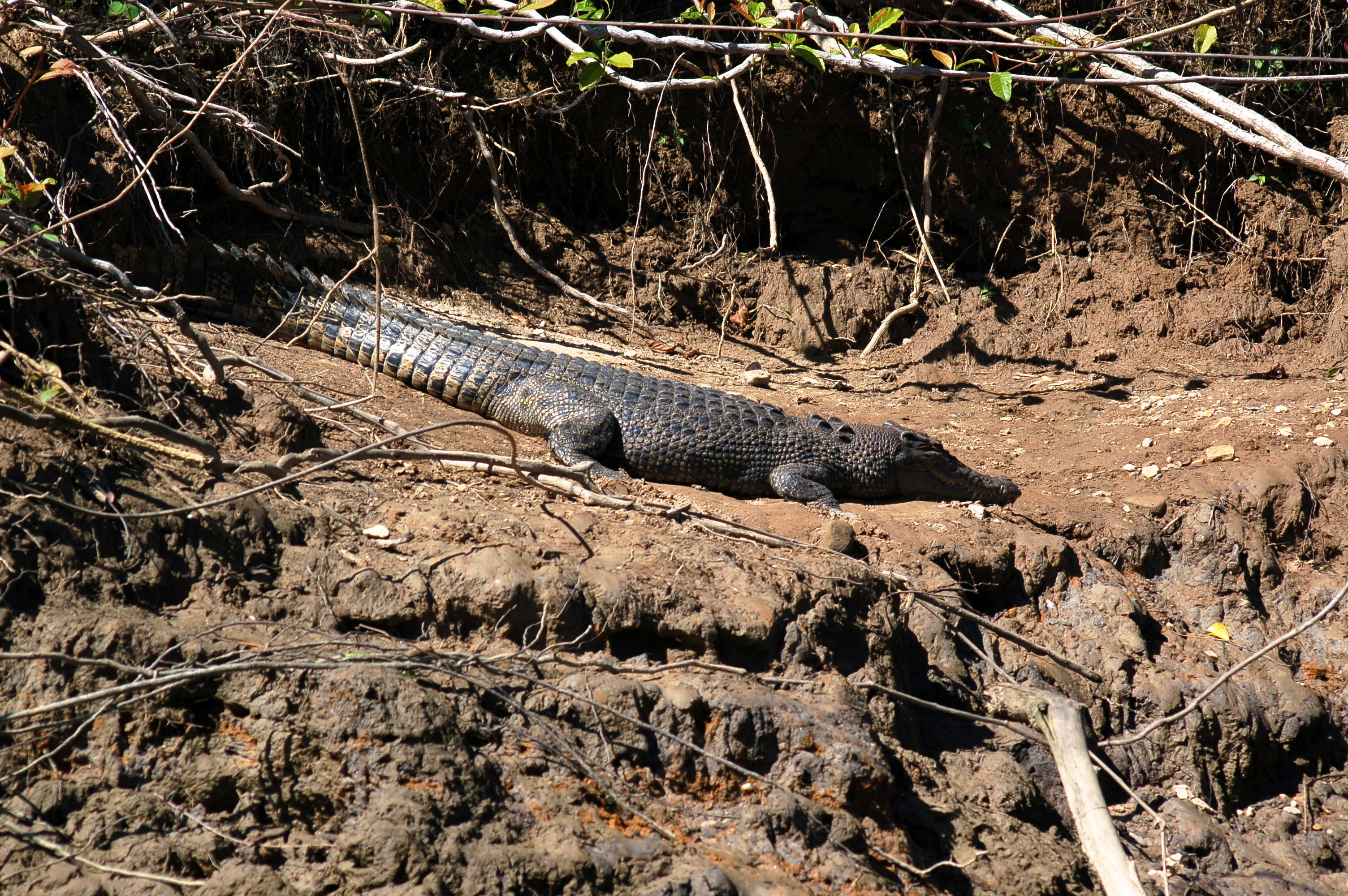
Крокодил, Дайнтри-Рейнфорест

Індустрія туризму відіграє важливу роль в економіці району. По відвідуваності іноземними туристами Кернс є четвертим австралійським регіоном, після Сіднея, Мельбурна і Брисбена. Для іноземних туристів в цьому районі найбільший інтерес представляють Великий бар'єрний риф, Вологі тропіки Квінсленду і плато Атертон, а також тропічний клімат і піщані пляжі Коралового моря.
Туристична інфраструктура міста включає велику кількість готелів, будинків відпочинку, пляжів, кафе і ресторанів. У центральній частині міста вздовж узбережжя моря тягнеться Еспланада (Esplanade англ.) — широкий бульвар для піших прогулянок. Цікаво відзначити, що саме в цьому місці самого моря не видно. Замість нього можна бачити тільки болото з рідкісною рослинністю і пеліканів та чапель, що розгулюють на ньому.
Навколо Кернса побудовано безліч спеціальних парків розваг і атракціонів, пропонуються різні екскурсії та розважальні тури. Наприклад існують «вино-тури», які включають відвідування виноробства та дегустації різних вин, а для любителів «гострих відчуттів» пропонується екскурсія на крокодилячу ферму. Можна відвідати Паронелла-Парк — замок, в іспанському стилі, побудований в центрі тропічного лісу. У місті є свій зоопарк і ботанічний сад. У листопаді 2012 року Кернс був «столицею» повного сонячного затемнення, подивитися на яке приїхало безліч туристів.

### Небезпечна фауна
Фауна району Кернс багата і різноманітна. Багато її представників небезпечні для людини. У лісі можна зустріти отруйних змій, павуків, малярійних комарів і крокодилів. У прибережних водах мешкають морські крокодили, акули, і отруйні морські змії. Також біля берегів північно-східного Квінсленда, у період з листопада по травень різко зростає ймовірність зустрітися з отруйними медузами. Про це попереджають спеціальні знаки, розташовані уздовж узбережжя, купатися рекомендується тільки на обгороджених сітками пляжах. Тут мешкають різні види отруйних медуз, включаючи «морську осу», смерть від опіку якої настає протягом трьох хвилин, коренерот, медузу іруканджі, португальський кораблик.

### Пам'ятки
- Штучна лагуна — побудована недалеко від центрального ділового району Кернса. Тут можна засмагати і безпечно плавати у великому штучному басейні, глибина якого коливається від 0,8 до 1,6 метра.
- Пляжі розташовані на північ від центру міста. Всього їх близько 10-ти. Починаються вони в межах міста, як наприклад Хеллоувейз-Біч або Триніті-Біч і закінчуються найпівнічнішим і «диким» пляжем Елліс-Біч. У пляжів широка піщана прибережна смуга, місця для плавання обгороджені сіткою, присутній рятувальна служба. Зазвичай пляжі відкриті з 9 години ранку до 6 години вечора.[13]
- Великий бар'єрний риф — гряда коралових рифів і островів у Кораловому морі, найпривабливіше місце в світі для любителів дайвінгу. Розташований менш ніж в годині шляху від міста. Для туристів доступні морські і повітряні екскурсії та спеціальні дайвінг-тури.
- Даінтрі-Рейнфорест — тропічний ліс, розташований поруч з містом Кернс, є частиною Вологих тропіків Квінсленда. У лісі був створений Національний парк, що зберігається як об'єкт Всесвітньої спадщини ЮНЕСКО.
- Плато Атертон — плато, що починається за 50 кілометрів на захід Кернса. Знаменито красивими ландшафтами, озерами, кратерами згаслих вулканів, неповторною флорою і фауною.
- Куранда — маленьке містечко за 30 кілометрів на північ від Кернса. Під час спеціальної екскурсії «Куранда-Тур» туристів чекає поїздка на старовинному поїзді по старовинній гірській дорозі («Куранда-Сценик»), що веде через тунелі і ущелини, повз водоспади і дощові ліси. В Куранді можна пройтися по сувенірних магазинах, ресторанах або відвідати оранжерею тропічних метеликів. Після цього туристам пропонують спуститися до моря по 7-ми кілометровій канатній дорозі, прокладеній над непрохідними тропічними лісами. Внизу можна відвідати село аборигенів Тджапукаі, де не тільки можна подивитися як співають і танцюють корінні австралійці, або як вони добувають тертям вогонь, а й самому повчитися метати списи і бумеранги. З Кернса до Куранди можна добратися і самостійно по автомобільній дорозі на машині або автобусі.

## Інфраструктура

### Вода
Через відсутність на всій території Квінсленду великих водосховищ у різних районах штату бувають періоди, коли відчувається нестача прісної води. Кілька коротких, але повноводних річок і 2200 мм опадів на рік дозволяли Кернсу донедавна уникати даних проблем. З ростом населення району збільшувалося і витрачання води. Виникла необхідність створення штучного водосховища.
У 1976 році на невеликій гірській річці Фрешвотер-Крік була побудована гребля «Купперлоуд». Утворене озеро назвали «Морріс», воно розташоване за 12 кілометрів на захід від центрального ділового району Кернса і містить 37100000 м³ води.

### Енергетика
У 1963 році на річці Баррон була побудована гідроелектростанція «Беррон-Годж». Електростанція розташована за 20 кілометрів від міста, оснащена двома турбінами, електрична потужність — 60 МВт.

### Транспорт

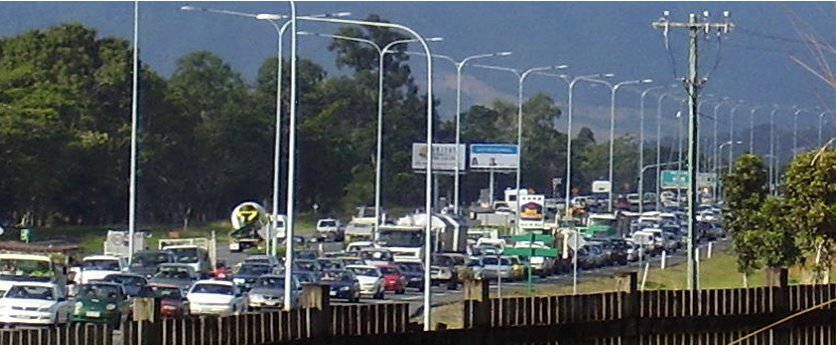
Автомагістраль Брюс, південне передмістя Кернса

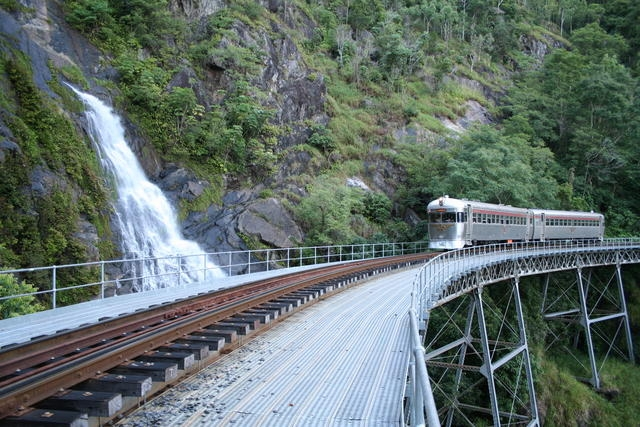
Залізниця Куранда-Сценик

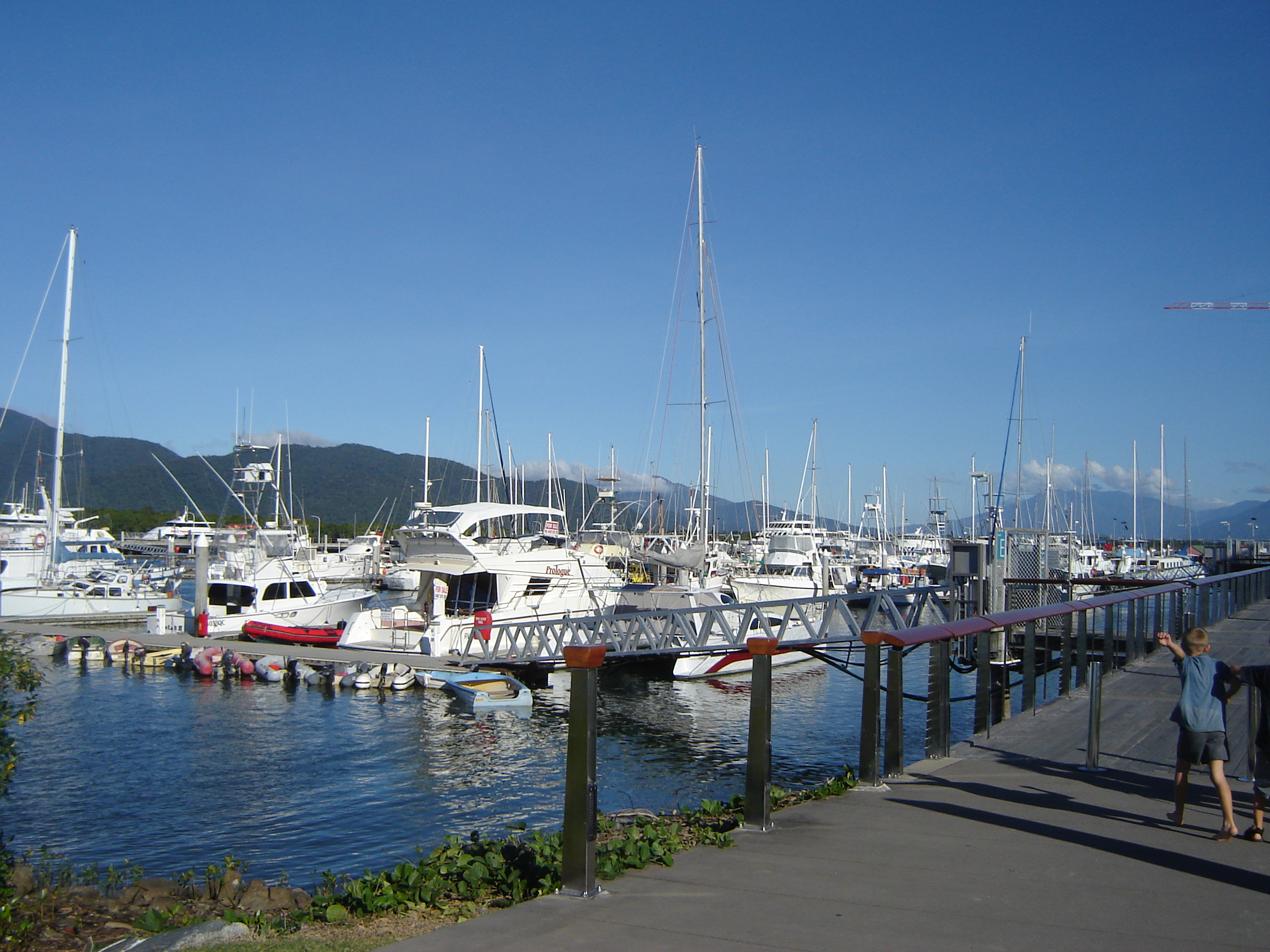
Причали катерів і яхт

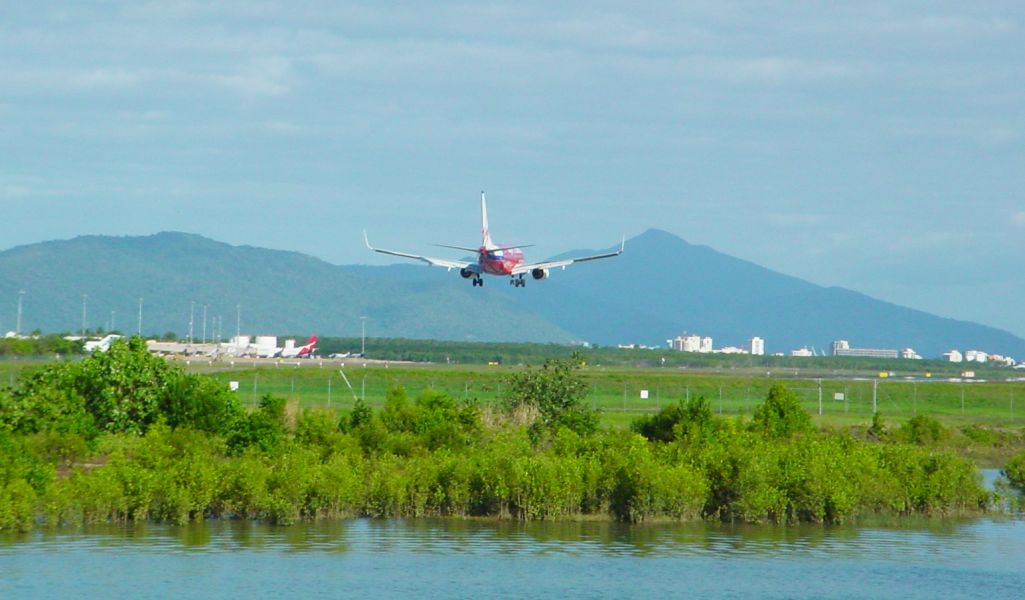
Аеропорт Кернс

Кернс є важливим транспортним вузлом північної частини Квінсленда. Через нього проходять основні автомагістралі, залізниця, поруч з містом розташовані міжнародний аеропорт і морський порт.

### Автотранспорт
Для мешканців Кернса автотранспорт є основним видом транспорту. Автомагістраль «Брюс» починається в Брисбені, 1700 кілометрів йде уздовж узбережжя штату Квінсленд і закінчується в Кернсі. Далі на північний схід до Мосмену йде шосе Капітана Кука. В даний час через збільшення кількості жителів району багато автомагістралей перевантажені, наприклад автомагістраль Брюс в районі південних передмість. Регіональна рада Кернса опрацьовує варіанти модернізації шляхопроводів.
У західному напрямку, на плато Атертон, ведуть автомагістраль «Кеннеді» і шосе «Гордонвейл». Рухаючись по них можна потрапити в населені пункти, розташовані в центральній і північній частинах півострова Кейп-Йорк і в міста сусіднього штату — Північної Території.
У Кернсі можна скористатися послугами міжміського автобусного сполучення. Є автобусні рейси до Брисбену та регіональних центрів на півдні. Також є рейси на захід до Маунт-Айза через Таунсвілл і далі до Аліс-Спрингс і Дарвіна (штат Північна Територія).
Громадський транспорт міста включає автобусне сполучення між усіма основними районами міста, прибережною зоною і сусідніми містами, цілодобово можна користуватися послугами таксі.

### Залізниця
У Кернсі закінчується залізнична лінія «Норт-Кост», яка починається в Брисбені і йде уздовж узбережжя Квінсленда на північ. Весь шлях займає 32 години. Від Брисбена до Таунсвілла поїзд їде з максимальною швидкістю 160 км / год. Останню частину шляху, між Таунсвіллом і Кернсом, поїзд їде на дизельній тязі 7 годин з максимальною швидкістю менше 80 км / год, хоча на машині тут їхати всього 4 години.
З Кернса до містечка Куранда веде залізниця для туристів — Куранда-Сценик. Шляхи прокладені по сусідніх горах і дозволяють милуватися краєвидами міста, тропічними лісами, гірськими водоспадами.

### Порт
Морський порт Кернса розташований в невеликій бухті Триніті-Інлет в затоці Триніті-Бей — найбільшій затоці Коралового моря. Порт Кернса об'єднує морський вантажний порт і причали для приватних катерів і яхт. Порт є найважливішою складовою туристичного бізнесу міста. З порту щодня відправляються морські екскурсії до Великого бар'єрного рифу на прогулянкових кораблях, що вміщають до 300 пасажирів і на маленьких приватних катерах. У порт заходять і великі круїзні судна, які плавають по південній частині Тихого океану. C Порт-Дугласом та іншими сусідніми прибережними районами і великими островами налагоджене регулярне поромне повідомлення.
Щорічно через вантажний порт Кернса проходить 1130000 тонн різних вантажів. Майже 90 % з них сипучі або рідкі, у тому числі нафта, цукор, меляса, добрива, зріджений нафтовий газ. У порту також розташована велика кількість риболовецьких траулерів.
У Кернсі розташована база військово-морського флоту Австралії. На базі 900 військовослужбовців і 14 військових кораблів, включаючи чотири патрульних катери типу «Армідейл», чотири з шести десантних кораблі типу «Балікпапан» і всі шість кораблів військової служби гідрографії.

### Аеропорт
Міжнародний аеропорт Кернс має важливе значення для місцевого туристичного бізнесу. Розташований на північній околиці міста, він є шостим аеропортом країни за пасажиропотоком. Найзавантаженіші внутрішні рейси (у порядку убування) — Брисбен, Сідней, Мельбурн. Найзавантаженіші міжнародні рейси — Міжнародний аеропорт Наріта, Міжнародний аеропорт Тюбу. Аеропорт також є базою для служби «Літаючий Доктор» (англ. Flying Doctor Service) і тут базуються вертольоти служби порятунку.

## Галерея

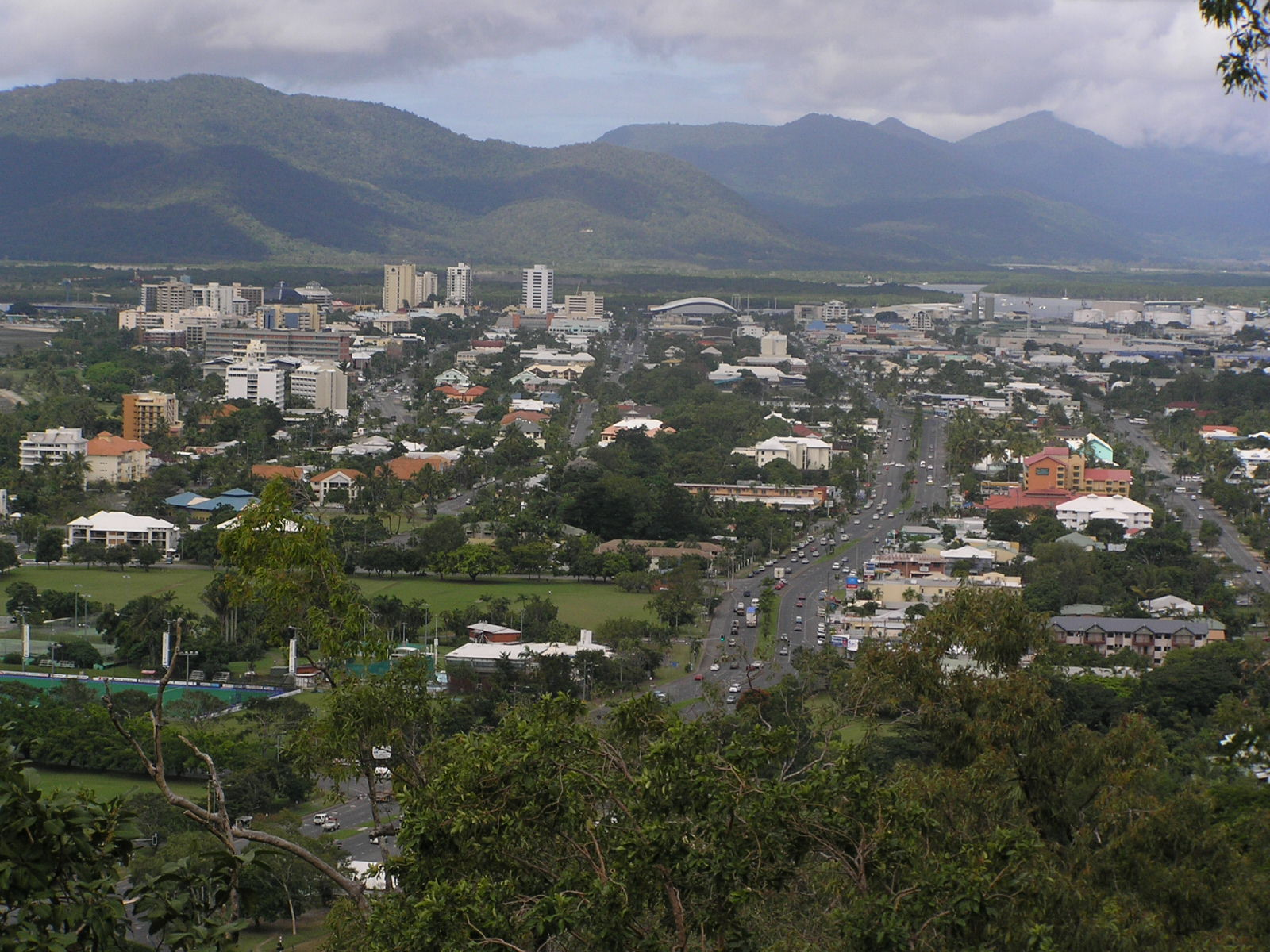
Кернс, вид з гори Уайтфілд
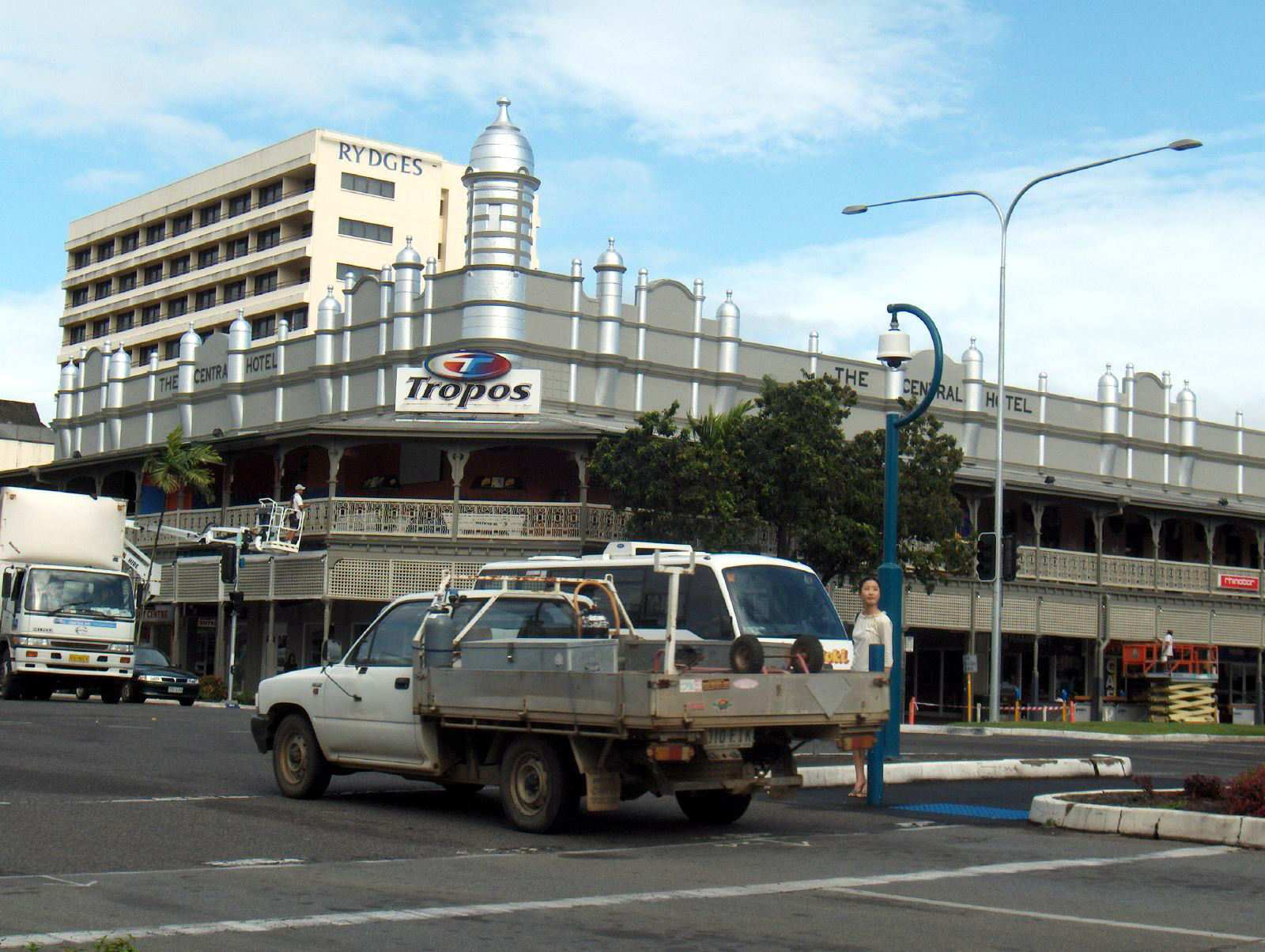
«Центральный отель», Кернс
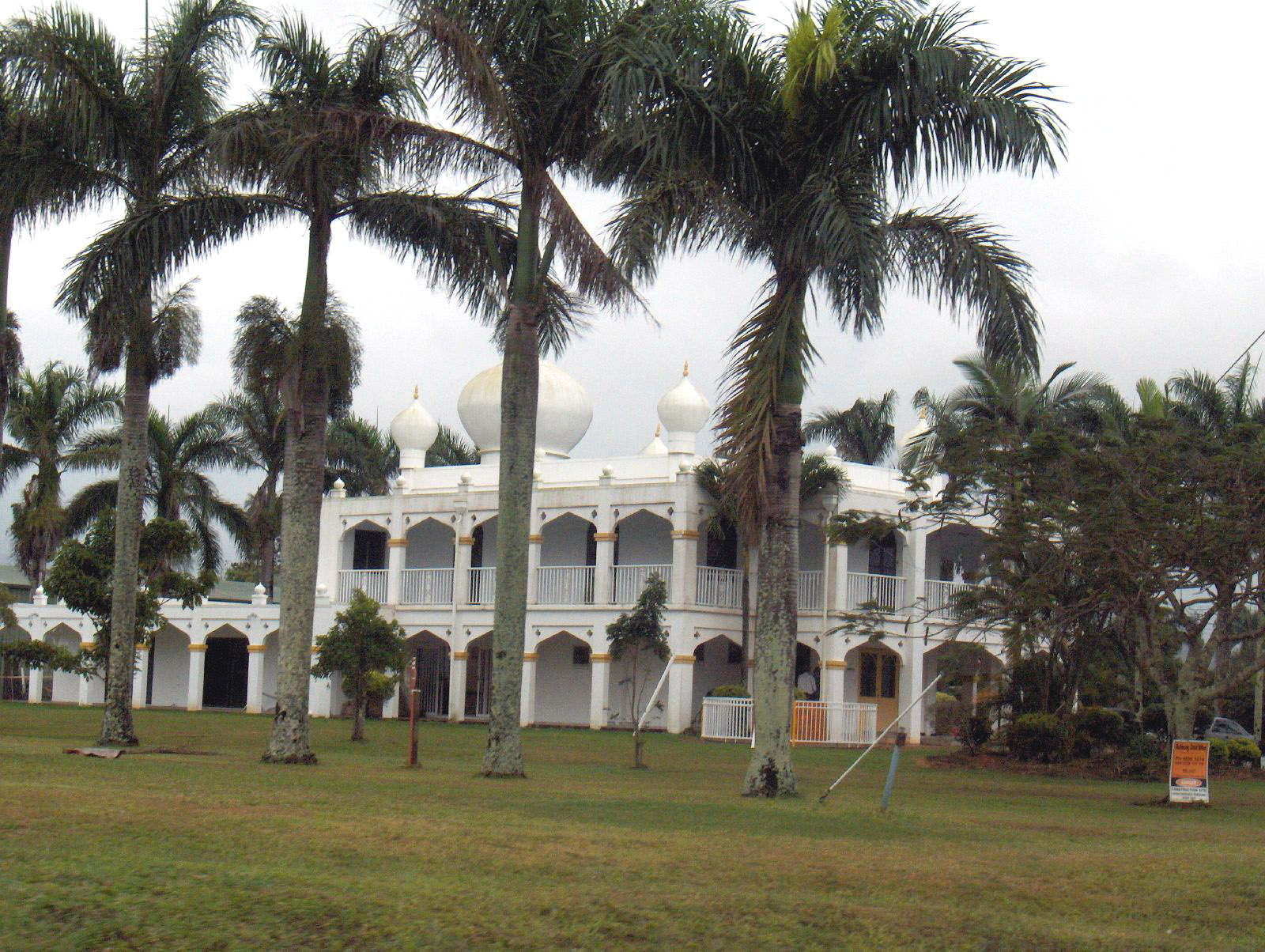
Храм сикхів, Кернс
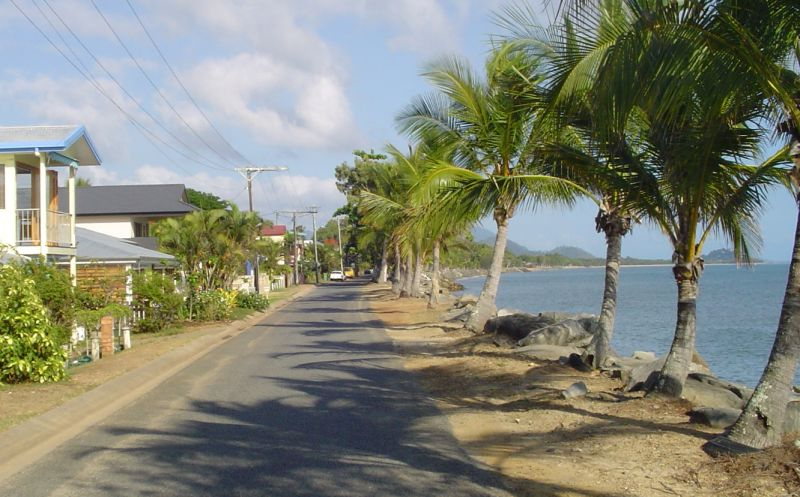
Прибережний район Кернса
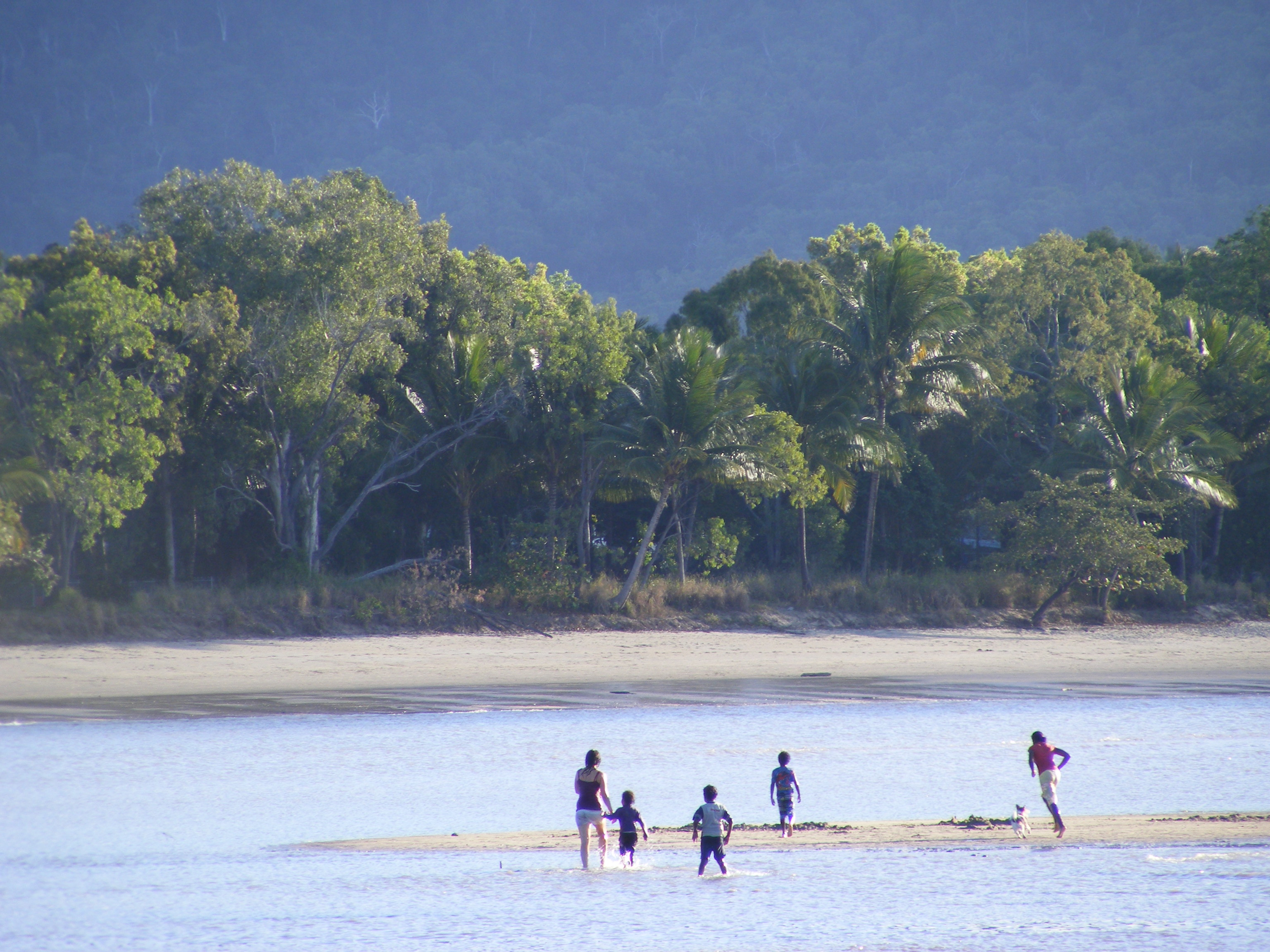
Пляж, Кернс
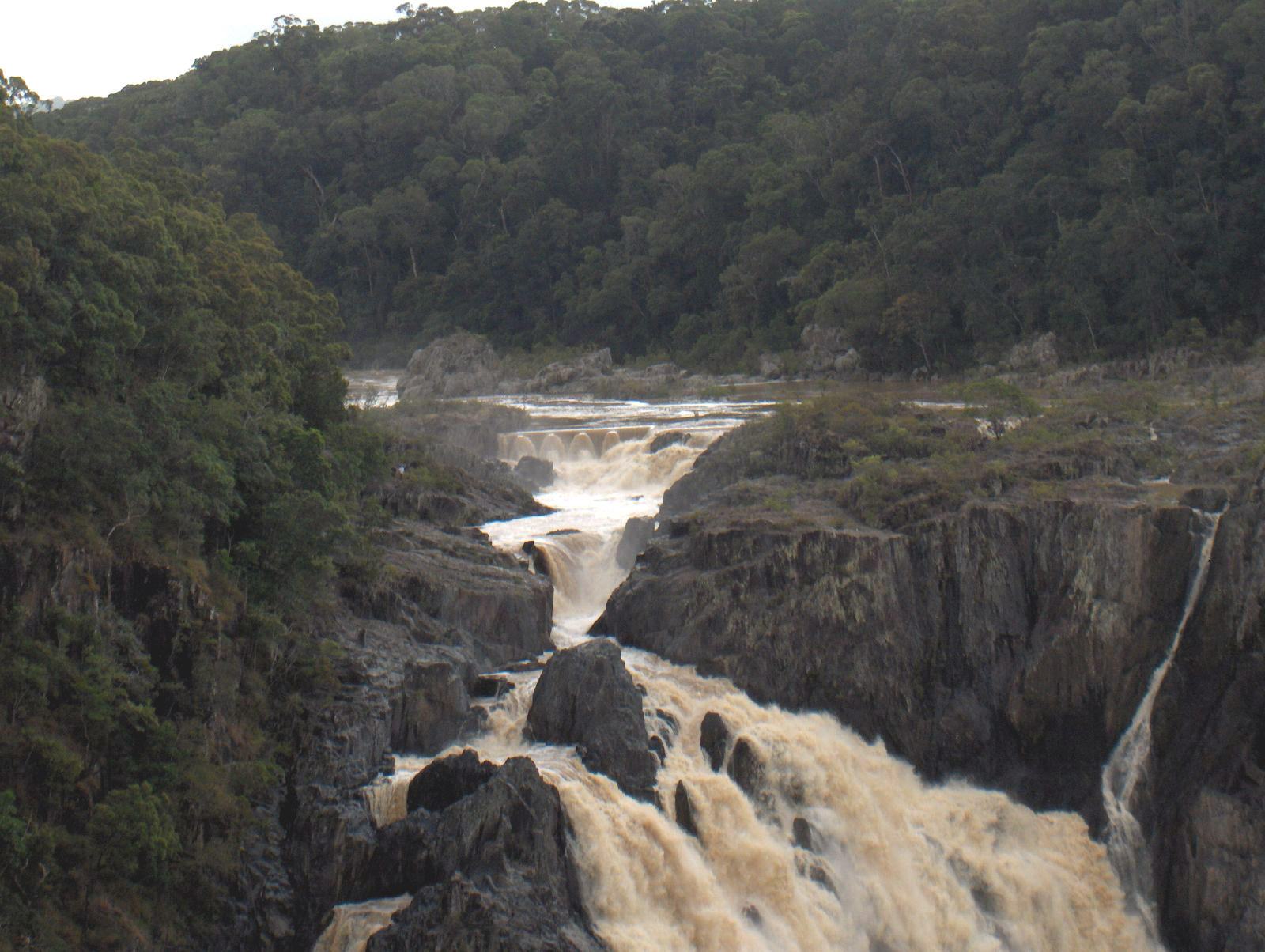
Водоспад «Беррон», Куранда, Кернс
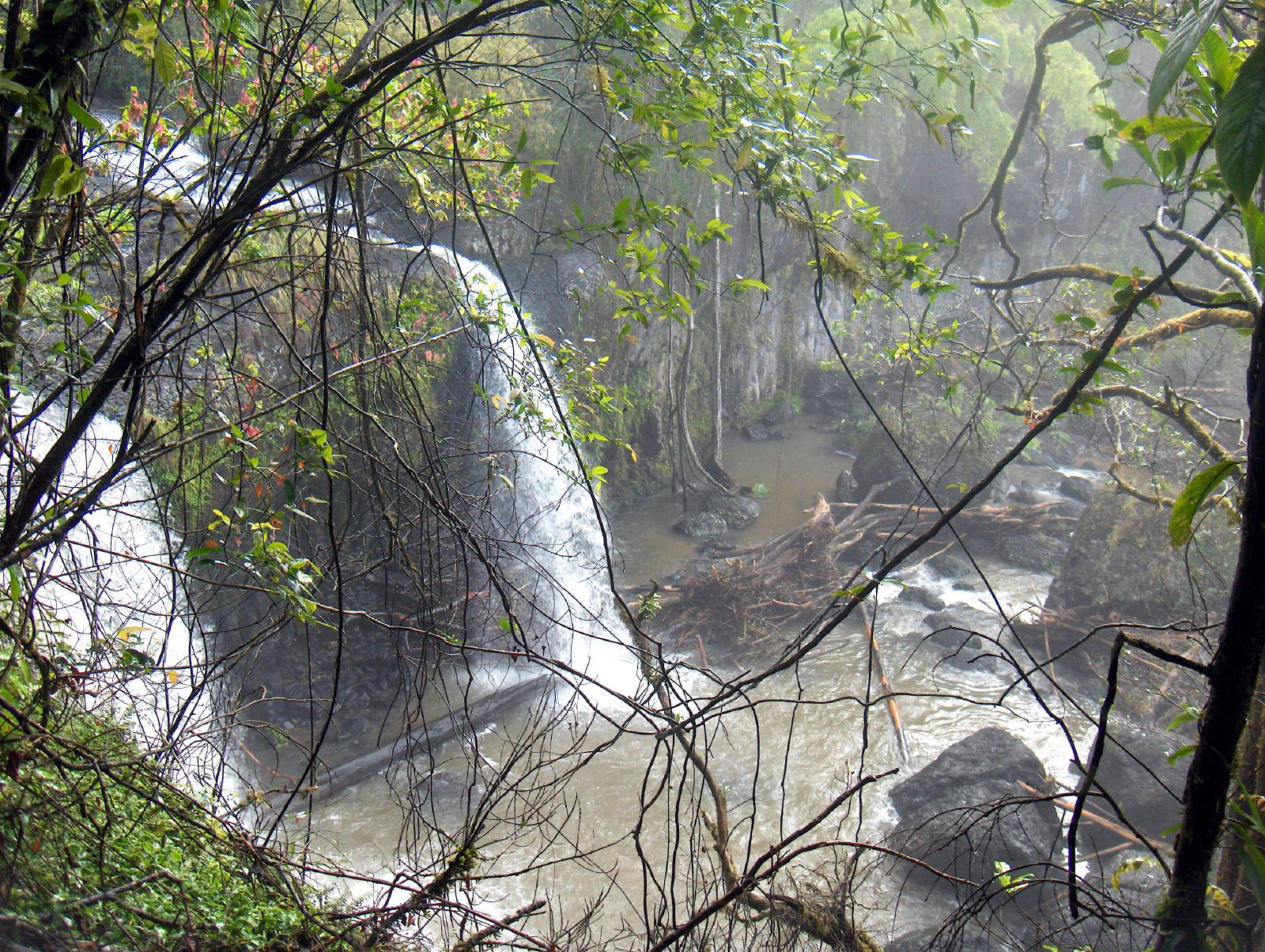
Тропічний ліс, плато Атертон
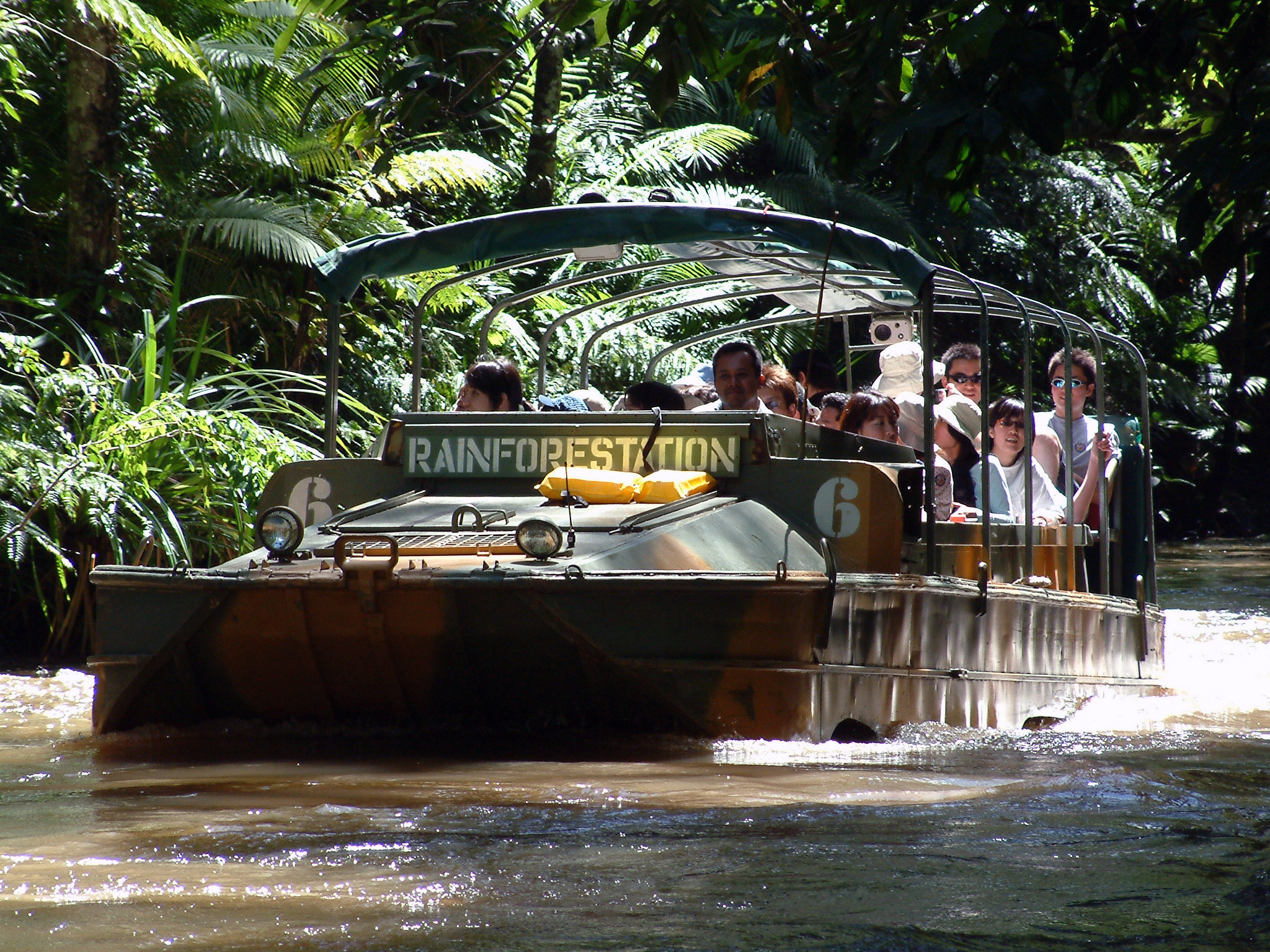
Вологі тропічні ліси, Кернс
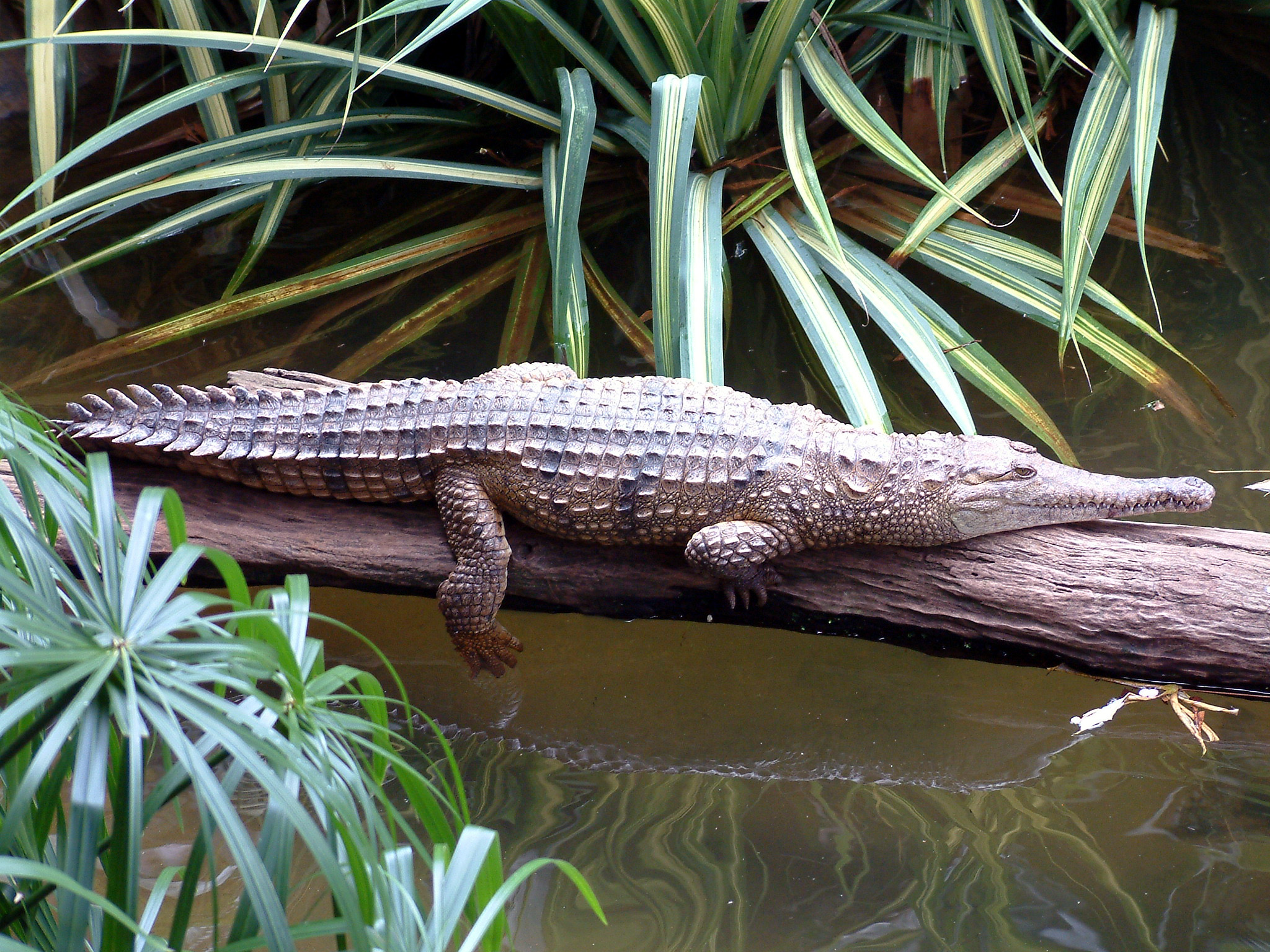
Вологі тропічні ліси, Кернс